# ヒルクライム
ヒルクライム（hill climb）とは、登坂競技のこと。山や丘陵の上り坂に設定されたコースを走るタイムレースである。
用語としてヒル（丘、hill）が含まれるが、それに限定されない山(mountain)などの単に上り坂で競技される。また、クライム(climb)とあるが、競技区間に下り坂も含まれる場合もある。

## 自転車

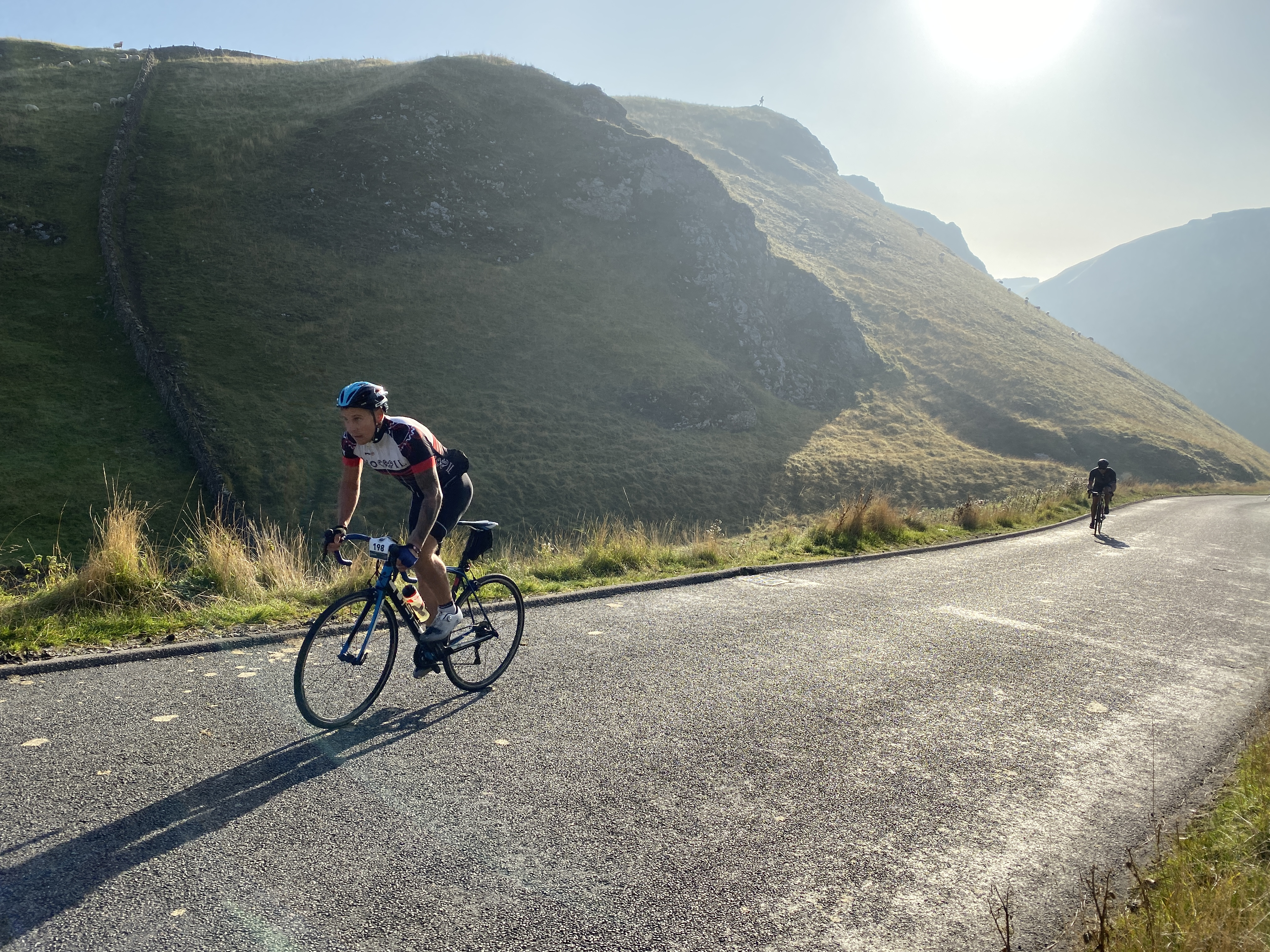
ヒルクライム

自転車ロードレースでは、全コースが山岳ステージとなったワンデイレースが多数開催されている。またグランツール等のステージレースでも山岳ステージが設定されているほか、ワンデイレースにもジロ・ディ・ロンバルディアのような長距離の坂が続くレースがある。
自転車競技では重力に逆らって上るため、筋力よりも軽量であることがものをいい、クライマーと呼ばれる小柄な選手が活躍する。また、自転車本体をはじめ、機材の軽量化が重要である。
平地のレースでは、一般的に集団走行となることが多いのに対し、上り坂では実力に応じてタイム差が大きくつく。そのため他車との接触や落車の危険性が少なく、また走行速度も平地に比べ遅いため幅広いレベルのアマチュア競技者にマイペースで走る競技としても人気がある。

### 主なレース
- Mt.富士ヒルクライム（富士山）
- ツール・ド・美ヶ原（美ヶ原）
- 全日本マウンテンサイクリングin乗鞍（乗鞍岳・長野県）
- 乗鞍スカイライン・サイクルヒルクライム（乗鞍岳・岐阜県）
- 伊吹山ドライブウェイヒルクライム（伊吹山）
- Mt.鳥海バイシクルクラシック（鳥海山）
- 佐渡ヒルクライム（金北山）
- まえばし赤城山ヒルクライム大会（赤城山）
- 立山アルペンヒルクライム（立山）
- 石鎚山ヒルクライム（石鎚山）
- ヒルクライムin大山（大山）
- ヒルクライム大台ヶ原since2001（上北山村・奈良県）
- 高取城・戦国ヒルクライム（奈良県高取町）
- 箱根ヒルクライム（箱根ターンパイク・神奈川県）
- サイクリングフェスティバルあさま（車坂峠・長野県小諸市）
- 台湾KOMチャレンジ（台湾合歓山）
- 屋久島ヒルクライム（屋久島）

過去の大会
- 菰野ヒルクライムチャレンジ（菰野町・三重県）
- 比叡山ヒルクライム大会（比叡山）

### 関東の主な練習コース
甲武トンネル（標高 593.0m）～鶴峠（標高870 m）～風張峠（標高1147m）の周回コースを2,3回。

## モータースポーツ
自動車のヒルクライムはヒルクライム (自動車)を参照。

## 他
マラソン、駅伝などについても同様のレースがある。